# L'uomo dei miei sogni (film 1947)
L'uomo dei miei sogni (It Had to Be You) è un film del 1947 diretto da Rudolph Maté e Don Hartman e interpretato da Ginger Rogers e Cornel Wilde.

## Trama
Un'ereditiera newyorkese, Victoria Stafford, diventa famosa per il fatto di fuggire sempre davanti all'altare quando è in procinto di sposarsi. Solo un pompiere che le ricorda il suo primo amore le farà fare il grande passo.